# Maria Strzałkowska
Maria Strzałkowska z domu Wallmoden (ur. 1898, zm. 1994) – nauczycielka, działaczka komunistyczna.

## Życiorys
Urodziła się w rodzinie Jana Wallmodena (1842–1908) i Jadwigi z Biesiekierskich h. Pomian (1864–1940). W okresie międzywojennym pracowała jako nauczycielka w szkołach powszechnych i zawodowych w Warszawie, działała w ZNP, sympatyzowała z ruchem komunistycznym.
Po wybuchu II wojny światowej i nastaniu okupacji sowieckiej była dyrektorem szkoły sowieckiej w Białymstoku. W 1944 został członkiem zarządu Związku Patriotów Polskich w Palestynie. Po wojnie działała w PPR i PZPR, była zatrudniona w szkolnictwie.
Zmarła w kwietniu 1994 i została pochowana w grobowcu rodzinnym na cmentarzu Powązkowskim (kwatera P-5-22).
Była żoną Ludwika Strzałkowskiego (1900–1946, także pracownik szkolnictwa, członek KPP, żołnierz, więziony na Bliskim Wschodzie), z którym miała córkę Jasnę (ur. 1932).

## Odznaczenie
- Krzyż Kawalerski Orderu Odrodzenia Polski (18 grudnia 1945)[4]